# 탑 디자이너 2013
《탑 디자이너 2013》는 대한민국의 JTBC의 예능 프로그램이다. 기존 디자이너 서바이벌 프로그램과는 달리 실제적인 상업성과 경영 실무 능력까지 갖춘 'CEO형 디자이너'를 선발하는 프로그램이다.

## 방송 시간
- 2013년 11월 9일 ~ 2013년 12월28일 : 매주 토요일 오후 12시 40분

## 순위
| 순위 | 이름         | 소속                    |
| ---- | ------------ | ----------------------- |
| 1    | 이창섭       | 바이바이섭              |
| 2    | 하준길       | JUN STREET              |
| 3    | 김태경       | Requichot               |
| 4    | 김인기       | 타게토, DEVILISTIC      |
| 5    | 전아람       | A.RAM                   |
| 5    | 고우리       | 와이리로버, 前riko & Ri |
| 7    | 이명규       | 인세인드                |
| 7    | 김빛한올     |                         |
| 7    | 아나스타시아 |                         |
| 7    | 배제형       |                         |
| 11   | 이나현       |                         |
| 12   | 신정아       | 헤싱헤싱                |